# Мангыстау-3
«Мангыста́у-3» (каз. Маңғыстау-3) — казахстанский ледокол, ледокольное аварийно-спасательное судно типа «Мангыстау» (проект Aker ARC 104). Построено для оказания услуг по снабжению проекта Кашаганского нефтяного месторождения международного совместного предприятия NCOC. Названо в честь полуострова Мангыстау. Ледокольное аварийно-спасательное судно «Мангыстау-3» спроектировано финской компанией Aker Arctic специально для работ на Северном Каспии в условиях мелководья.

## Характеристики
Чрезвычайно мелкие водные пути с глубиной всего 3,5 метра и ледяные щиты толщиной 75 см зимой являются двумя основными проблемами северной части Каспийского моря. В связи с этим для этого региона плавания требуются ледоколы со своей спецификой. Обслуживанием ледовой навигации в Казахстане занимается компания «Казморфлот», в составе которого работают ледокол «Тулпар» и ледокольные аварийно-спасательные суда серии «Мангыстау».
Судно представляет собой ледокольный буксир для работы на мелководье и предназначенный специально для толкания барж. В дополнение к буксировке и толканию «Мангыстау-3» предназначен для операций по управлению ледовой ситуации в районе искусственных островов вокруг Кашагана. В режиме работы движения вперёд кормой, судно способно преодолевать препятствия в виде нагромождения льда, достигающего морского дна.
Кроме того, буксир снабжён устройствами и оборудованием для эвакуации до 322 человек, работы в условиях возникновения риска выделения сероводорода (H2S), спасательных работ, пожаротушения и борьбы с разливами нефти.
Судно имеет дизель-электрическую силовую установку с четырьмя двенадцатицилиндровыми высокоскоростными дизель-генераторами Caterpillar 3512C мощностью 1790 киловатт (2400 л. с.) каждый. Судно приводится в движение тремя азимутальными подруливающими устройствами Schottel SRP 2020 мощностью 1,6 МВт (2100 л. с.) в корме и двумя носовыми водомётными движителями мощностью 550 кВт (740 л. с.) в носовой части.
Судно имеет 15-метровый палубный кран HMC 1400 LK грузоподъёмностью до 5 тонн.

## Строительство
В апреле 2009 года казахстанская морская сервисная компания Circle Maritime Invest подписала контракт на сумму 750 миллионов норвежских крон (около 112 миллионов долларов США) с STX Norway Offshore, дочерней компанией STX Europe, на постройку трех ледокольных буксиров для собственных нужд.
Технический проект судна был выполнен финской инженерной компанией Aker Arctic, которая с 2006 года занималась разработкой концепция мелкосидящего ледокольного буксира Aker ARC 104.
Заложено 25 июня 2010 года на верфи STX Romania Offshore Braila под заводским № 742 в румынской Брэила. Спущено на воду 5 февраля 2011 года. Введено в эксплуатацию 21 апреля 2011 года.
В 2016 году на Волго-Каспийском судоремонтном заводе в Астрахани был выполнен ремонт двигателей, механизмов и устройств, подруливающих устройств и винто-рулевой группы.

## Экология
Сообщалось, что деятельность ледоколов на Каспии сокращает численность популяции каспийского тюленя в районе Тюленьих островов.
В зимнюю навигацию 2021 года с ледоколов «Тулпар» и «Мангыстау-3» было совершено восемь наблюдательных рейсов за популяцией каспийского тюленя с исследователями на борту.